# Император сверуски
Император сверуски (рус. Император Всероссийский) био је самодржавни и неограничени монарх који се налазио на челу Руске Империје. Императори сверуски су владали од 1721. до 1917.

## Титула
Уобичајена титула императора, у њеном најкраћем облику, била је: „Божјом милошћу, Ми, N. N., император и самодржац сверуски, цар пољски, велики кнез фински, и даље, и даље, и даље.”
Пуна титула императора (1906) гласила је: „Божјом милошћу, Ми, N. N., император и самодржац сверуски, московски, кијевски, владимирски, новгородски; цар казански, цар астрахански, цар пољски, цар сибирски, цар Херсонеса Тауријског, цар грузијски; владар псковски и велики кнез смоленски, литовски, волински, подолски и фински; кнез естонски, литвански, курландски и семигалски, самогитски, белостокски, карелски, тверски, југорски, пермски, вјатски, бугарски и других; владар и велики кнез Новгорода низијских земаља, черниговски, рјазањски, полотски, ростовски, јарославски, белојезерски, удорски, обдорски, кондијски, витепски, мстиславски и свих сјеверних страна господар; и владар иверских, карталинских и касардинских земаља и области јерменске; черкаских и горских кнежева и других насљедни владар и владалац; владар туркестански, наследник норвешки, херцег шлезвиг-холштајнски, стормарнски, дитмарсенски и олденбуршки, и даље, и даље, и даље.“

## Историјат
Петар Велики је схватио потребу да се обезбеди адекватан положај Русије међу европским државана, укључујући и важност обезбеђивања признања од стране Светог римског цара једнакости титула цара и цара. После победе у бици код Полтаве, Петар I је покренуо питање титуле цара на бечком двору. Године 1717. Петар I је одбранио своје право да користи титулу императора, користећи писмо Максимилијана I Василију III као аргумент за своју тврдњу.

## Царистичка ауократија
Сам цар, оличење суверене власти, био је централна фигура  царсистичке аутократије, са пуном влашћу над државом и народом. Аутократа је пренео власт на лица и институције које су деловале по његовом наређењу иу границама његових закона, за опште добро целе Русије. Цар је метафорички био отац а сви поданици били су његова деца; ова метафора се чак појавила у православним букварима, и памти се у уобичајеном руском изразу „царь-батушка“ цар-батјушка („цар-драги отац“).
Император сверуски је био власник много више земље, добара и другог, у поређењу са монарсим са запада Европе.

## Крунисање
Крунисања у Руском царству укључивала су високо развијену верску церемонију у којој је цар крунисан, дату сеу му царске регалије, затим је био помазан и формално благословен од поглавара цркве да отпочне своју владавину. Иако су велики кнезови Москве били крунисани пре владавине Ивана III (в. 1462–1505), тадашњи ритуали крунисања попримили су директне византијске утицаје због утицаја Иванове сурпуге Софије Палеолог и царских амбиција његовог унука Иван IV Грозног.
Модерни стил крунисања, са елемтнима „европског стила“, заменио је претходну церемонију и први пут је примењен приликом крунисања Катарине I 1724. Пошто је царска Русија тврдила да је „Трећи Рим“ и наследник Византије, Руски обред је осмишљен тако да повеже своје владаре и прерогативе са онима из такозваног „Другог Рима“ (Константинопољ).
Месеци или чак године могли су да прођу између преузимања власти и обављања  ритуала крунисања, црквена политика је сматрала да монарх мора бити помазан и крунисан по православном обреду да би имао успешан мандат. Пошто су црква и држава у суштини биле једно у царској Русији, ова служба је дала царевима политички легитимитет; међутим, то није била његова једина намера.
Чак и када се царска престоница налазила у Санкт Петербургу (1713–1728, 1732–1917), крунисања су се увек одржавала у Москви у Успенској саборној цркви у Кремљу. Последње крунисање у Русији одржано је 26. маја 1896. за Николаја II и његову супругу Александру Фјодоровну, који ће бити последњи цар и царице Русије. Руске царске регалије су сачуване и након последње руске револуције и совјетског периода и тренутно су изложене у Дијамантском фонду у Палати Оружја.

## Самодржавна власт
Члан 1 Основних државних закона Руске Империје (1832) гласио је: „Император сверуски је монарх самодржавни и неограничени“.
Термини „самодржавни“ и „неограничени“ означавали су да је носилац цјелокупне државне власти (законодавне, извршно-управне и судске) био сам император. Установљени државни органи су власт вршили у његово име. На основу тога Руска Империја се дефинисала као правна држава са монархистичко-неограниченим обликом владавине.
Међутим, императорска власт је значајно ограничена Октобарским манифестом (1905) и Основним државним законима (1906).

### Законодавна власт
Император сверуски је био носилац уставотворно-законодавне власти. Током 18. вијека најважнији државни органи су били Правитељствујушчи сенат и генерал-прокурор којима је припадало право подношења законских предлога. Почетком 19. вијека спроведена је тзв. министарска реформа и од тада су министри овлашћени законски предлагачи. Основан је Државни савјет Руске Империје као значајан законодавно-савјетодавни орган у коме су се претресали нацрти закона и буџета. По правилу император је озакоњавао мишљење већине у Државном савјету. Међутим, могао је прихватити и мишљење мањине или мишљење департмана наспрам мишљења опште сједнице Државног савјета.

### Извршна власт
Император сверуски је био носилац извршно-управне власти. Није постојао извршни орган са колективном министарском одговорношћу (влада) већ су власт вршили непосредно министри, независни један од другог и сваки појединачно одговоран пред императором за свој ресор. Постојао је Комитет министара Руске Империје који сам по себи није имао никакве извршне власти већ је био највиши савјетодавни орган за питања из дјелокруга извршне власти. Предсједник Комитета министара је био истовремено и предсједник Државног савјета. Император је потврђивао и проглашавао све закључке Комитета министара и одлуке министара. Ресори императорског двора, војске, морнарице и спољне политике имали су посебан статус. Правитељствујушчи сенат је формално био врховни орган којем су биле потчињене све судске и управне власти. Осим органа централне државне управе, значајна управна овлашћења су имали и начелници губернија који су имали звања војних или грађанских губернатора, а постављао и разрјешавао их је император указом по свом нахођењу.

### Судска власт
Судови основани законом су вршили судску власт, а у име императора. Поред своје управне власти, Правитељствујушчи сенат је био врховни ревизијски суд за кривична и грађанска дјела. Унутар Сената постојали су засебни управни и судски департмани. Испод су се налазиле губернијске грађанске и кривичне коморе као другостепене инстанце за среске судове. Након тзв. судске реформе (1864) установљена је нова организација судова. Судови су подијељени на двије врсте: мировне и опште. Сваки од њих је имао по двије инстанце, а заједничка највиша инстанца за њих је био Правитељствујушчи сенат као врховни касациони суд. Унутар Сената образована су два касациона департмана (грађански и кривични). Предсједнике судова и судије је постављао император на предлог министра правде, а сенаторе касационих департмана по сопственом нахођењу. Император је имао право амнестије и помиловања.

### Династичка власт
Император сверуски је био старјешина Императорског дома у Руској Империји. Први породични правилник за чланове Императорског дома (рус. Учреждение о Императорской Фамилии) донесен је 1797. када је проглашен и Акт о престолонасљеђу (рус. Акт о престолонаследии). Оба прописа су имала уставну снагу. Кодификовањем Основних државних закона Руске Империје (1832) инкорпорирани су у законске одредбе. Члановима Императорског дома су се признавала сва лица императорске крви која су проистицала из законитих и равнородних бракова за које је император дао одобрење. Сваки члан Императорског дома је морао бити апсолутно послушан пред императором који је имао дисциплинску власт над њима као „неограничени самодржац”.